# 呉嵩慶
呉嵩慶（ご すうけい / ウー・スンカン、1901年2月27日（旧暦1月9日） - 1991年）は、中華民国の軍務官僚、実業家。陸軍中将。台湾鉄鋼業界の重鎮であった。

## 生涯
浙江省寧波府鎮海県出身。呉吉三の子。16歳の時、寧波の英国人が設立した教会学校の裴迪学校に入学。国立浙江大学高中部で学ぶ。なお、同学にのち国防部長となる陳大慶がいる。商学部を1925年に卒業後、寧波四明中学の商科主任教師となる。しかし翌年冬、兄弟を腸チフスで亡くし、悲しみのあまり故郷を去る。元浙江大学助教で国民革命軍総司令部の秘書をしていた陳舜畊の紹介で北伐軍に加わり、1927年6月、淞滬警備司令部（司令官：白崇禧）秘書、翌年第四集団軍前敵総指揮部附。保定制圧後、前敵総指揮部が解散すると蔡元培の援助の下、フランスに留学、パリ大学法科附属市政学院にて学ぶ。1931年夏、修士学位を得て帰国。鉄道部にて書記をしていたが、1933年夏、フランス留学当時同学で軍事委員会の機要室秘書を務めていた汪日章の推薦で機要室做機要科長となり、蔣介石の身辺の事務を行う。そこでの働きぶりで蔣介石の信任を得、中校に昇進、密電股長となる。
1936年、宋美齢が航空委員会秘書長となると空軍に移り航空委員会主任秘書となり、1937年5月、常務委員主任弁公室主任秘書（11月、常務委員制度廃止により主任弁公室と改称）。主任弁公室主任秘書は航空委員会主任を補佐する役職であるが、呉嵩慶の就任経緯からしても実質的に宋美齢サイドであったようで、翌年3月に周至柔が失脚し銭大鈞が主任になると、主任弁公室隷下の統計組組長も兼任。しかし、周至柔が主任に復帰した1939年7月、主任秘書を解任され経理処（処長：李祖佺）副処長。1942年同経理処長。1943年7月、国民党の党政高級班を受訓、当時軍需署署長の陳良の目に留まり、卒業後粮秣司長に就任、少将。1944年軍需署副署長。11月には兵役部経理処長も兼任。湖北省財政庁長、戦後、中華民国国軍財務署署長、軍需署署長、連勤総部副総司令等を歴任。国共内戦で人民解放軍が迫ると、上海や各都市の国庫金を台湾へと輸送する任務を負う。台湾到着後、引き続き軍事費の予算および財政管理に従事。
1956年、上海滬江大学（現上海理工大学）卒業生らと創弁人会を組織し、台湾に滬江高中を創設、董事長に就任する。
1964年、台湾唐栄鉄工廠公司董事長に任じられ、同職を十二年間務める。のち中国鉄鋼貿易公司を創設。台湾の鉄鋼貿易に多大な貢献をもたらした。また、中国鉄鋼研究所を設立、研究鉄鋼業発展の基礎と生産技術についての研究を推進する。世界鉄鋼協会や東南アジア鉄鋼学会など多くの業界団体の会議にも参加した。
1991年9月、親族の消息を確認するべく大陸の故郷を訪れたが、2週間後の帰国直後に急死。

## 黄金の裏話
1949年の国共内戦末期、蔣介石は呉嵩慶に当時極東金融の中心であった上海に保存してある黄金を台湾へ運ぶよう密命を下した。呉嵩慶は解放軍の上海到達までに全ての黄金を運び終えた。これにより、朝鮮戦争勃発までの援助が停滞していた時期の軍事費の維持のみならず、ニュー台湾ドルの暴落をも免れた。
呉嵩慶は生前、機密を保持し黄金の数量を明かそうとはしなかった。死後公開された日記と、子の呉興鏞（カリフォルニア大学医学教授、米国医学博士）の推算によれば、合計約700万両で、うち半数は外国為替と銀に相当するという。

## 参考
- 全国文化信息共享工程>台湾>工商界名人 吴嵩庆
- 吴兴镛《黄金秘档》专题网站 凤凰出版集团 江苏人民出版社 www.ppm.cn/htm/zhuanti/renmin/hjda/book3.htm -
- 《[凤凰大视野]黄金密档：国库黄金运台揭秘》在线观看_[凤凰大视野 ... 2011年5月10日 文华早报>国民党迁台没带黄金？执勤官兵家属反驳说法
- 唐栄鉄工廠股份有限公司